# Bagolino
Bagolino (lombardul: Bagulì) település Olaszországban, Lombardia régióban, Brescia megyében. Lakosainak száma 3761 fő (2023. január 1.). Bagolino Anfo, Bienno, Breno, Borgo Chiese, Lavenone, Storo, Bondone, Collio, Idro és Prestine községekkel határos.

## Népesség
A település népessége az elmúlt években az alábbi módon változott:
| Lakosok száma | 3879 | 3847 | 3761 |
|               | 2017 | 2018 | 2023 |